# The Yukon Lumberjacks
The Yukon Lumberjacks was een professioneel worsteltag-team dat actief was in de World Wide Wrestling Federation (WWWF) in 1978. Het team bestond uit Eric and Pierre.

## Geschiedenis

### WWWF Tag Team Championship
The Yukon Lumberjacks versloeg Dino Bravo en Dominic De Nucci en won de WWWF Tag Team Championship in New York op 6 juni 1978.

## In worstelen
- Manager
  - Lou Albano

## Kampioenschappen en prestaties
- World Wide Wrestling Federation
  - WWWF Tag Team Championship (1 keer)